# AviPa Anequim (LP-05)
O AviPa Anequim (LP-05) é um navio-patrulha da Marinha do Brasil da Classe Marlim construído pela Indústria Naval do Ceará (INACE). É o quinto Aviso de Patrulha produzido por meio do contrato firmado com a Marinha do Brasil, representada pela Empresa Gerencial de Projetos Navais (EMGEPRON).
A embarcação que ostenta esse nome por causa do tubarão anequim. Possui casco e superestrutura de alumínio, moderno sistemas de propulsão e geração de energia e deslocamento padrão de 45 toneladas.
Entregue no dia 26 de  maio de 2011, no pier do Marina Park Hotel, em Fortaleza Ceará. A solenidade presidida pelo Diretor-Geral do Material da Marinha, Alte Esq Arthur Pires Ramos, contou com a presença do Comandante do 3º Distrito Naval, V Alte Airton Teixeira Pinho Filho; do Diretor-Presidente da Empresa Gerencial de Projetos Navais (ENGEPRON), V Alte (RM1) Marcelio Carmo de Castro Pereira; do Diretor-Presidente da Indústria Naval do Ceará (INACE), Dr. Antônio Gil Fernandes Bezerra; e de outras autoridades militares e civis.
O AviPa "Anequim" transferido para o Setor Operativo da Marinha, ficará subordinado ao Comando de Patrulha Naval do Nordeste. O primeiro Encarregado Ten Rafael Figueiredo de Barcelos e uma guarnição composta por cinco Praças.
Desenvolvido para atender às atividades subsidiárias da Força, destacando-se nas ações de Inspeção Naval e Busca e Salvamento - SAR (Search and Rescue) em águas sob jurisdição do Brasil.